# Legio XIII Gemina

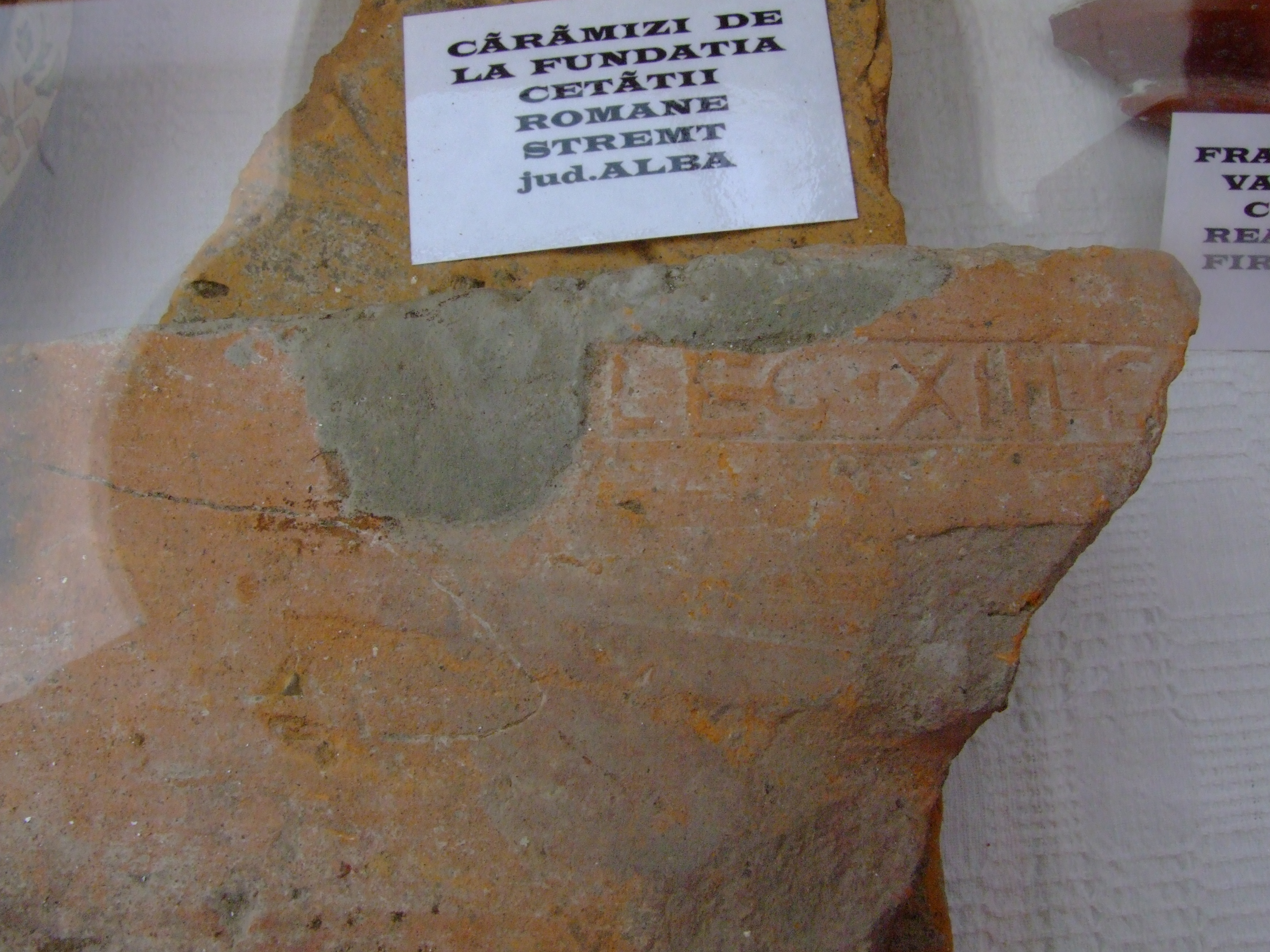
Baksteen met het stempel van Legio XIII Gemina

Legio XIII, na 31 v.Chr. Legio XIII Gemina (voluit legio tertiadecima gemina), was een Romeins legioen dat werd opgericht tijdens de Gallische Oorlog in 57 v.Chr. door Julius Caesar. Het symbool van het legioen was de leeuw. Legio XIII was het legioen waarmee Caesar in 49 v.Chr. de Rubicon overstak, waardoor hij buiten zijn jurisdictie trad, wat het begin markeerde van een vier jaar durende Romeinse burgeroorlog.

## Gallische Oorlog
Het 13e legioen werd door Caesar opgericht in aanloop van zijn campagne in noordelijk Gallië, voor zijn strijd tegen de Belgische stammen. Het legioen vocht in 57 v.Chr. mee in de succesvolle strijd tegen de Nerviërs, een volk dat de streek van het huidige Henegouwen en Waals-Brabant bewoonde. Ook was het legioen aanwezig in Gergovia, waar de Romeinen werden verslagen door de Gallische leider Vercingetorix. Hoewel het niet wordt genoemd, was het 13e legioen hoogstwaarschijnlijk ook aanwezig bij het beleg van Alésia, waar Vercingetorix definitief werd verslagen.

## Burgeroorlog
In 50 v.Chr. liep Caesars tweede termijn als proconsul van Gallië af en werd hem door de senaat bevolen zijn legers te ontbinden en naar Rome terug te keren. Caesar liet de senaat weten dat hij bereid was afstand te doen van al zijn gebieden en strijdkrachten, behalve Gallia Cisalpina en twee legioenen, als zijn rivaal Pompeius hetzelfde zou doen, maar de senaat bleef erbij dat Caesar zonder legers naar Rome terug moest keren. Caesar vreesde in Rome zonder militaire steun te zullen worden opgepakt en sloeg de bevelen in de wind. In 49 v.Chr. stond hij met het 13e legioen Gemina voor de Rubicon, de grensrivier tussen Gallia Cisalpina en het door de senaat bestuurde Italische thuisland. Hij stak de rivier over met de bekende woorden: "Alea iacta est" (de teerling is geworpen). Caesar werd daarop bij het senaatsbesluit over het verdedigen van de republiek (senatus consultum de re publica defendenda) tot vijand van de senaat (hostis senatus) uitgeroepen. De senaat benoemde Pompeius tot dictator om Rome te beschermen: de burgeroorlog tussen Pompeius en Caesar was uitgebroken.
Labienus, Caesars onderbevelhebber in de Gallische oorlog, liep over naar Pompeius en vertelde hem dat Caesar van plan was met zijn leger naar Rome te komen. Toen Pompeius hoorde dat de Noord-Italische steden zich aan Caesars zijde schaarden verliet hij de hoofdstad en trok naar Capua in het zuiden. Caesar trok echter met het 13e legioen op naar Corfinium, de enige stad die Pompeius bleef steunen. Hier arriveerde hij op 14 februari. Hij belegerde de stad, die zich na een belegering van zeven dagen op 21 februari overgaf. Pompeius trok zich verder naar het zuiden terug in Brundisium, waar de consuls en een groot deel van Pompeius' leger met de Romeinse vloot naar Dyrrhachium voeren. Pompeius bleef met 20 cohorten achter in afwachting van de terugkeer van de schepen en begon met de opbouw van zijn leger en de versterking van de stad. Caesar trok met zes legioenen, waaronder het 13e, naar Brundisium. Toen Caesar bijna klaar was met de voorbereidingen voor een aanval op de stad keerde de Romeinse vloot terug, waarmee Pompeius naar het oosten vluchtte. Brundisium kwam zonder gevecht in Caesars handen. Omdat Caesar zelf niet de beschikking over een vloot had besloot hij naar Hispania te gaan om Pompeius zijn thuisbasis te ontnemen. Het 13e legioen bleef achter in Apulië, de streek waar Brundisium lag.
In de winter van 49 v.Chr. vertrok het legioen naar Illyrië, waar het meevocht in de slagen bij Dyrrhachium en Pharsalus. Na de overwinning op Pompeius op de vlakten van Pharsalus in Thessalië werd het 13e legioen ontbonden en keerden de legionairs terug naar Italië, waar ze stukjes land kregen. In 46 v.Chr. werden ze echter weer opgeroepen en het legioen heropgericht om mee te vechten in Africa. Het legioen vocht in de Slag bij Thapsus en vrijwel zeker ook in maart 45 v.Chr. in het laatste gevecht van de burgeroorlog: de Slag bij Munda. Na deze laatste overwinning werd het legioen definitief ontbonden.

## Onder Augustus

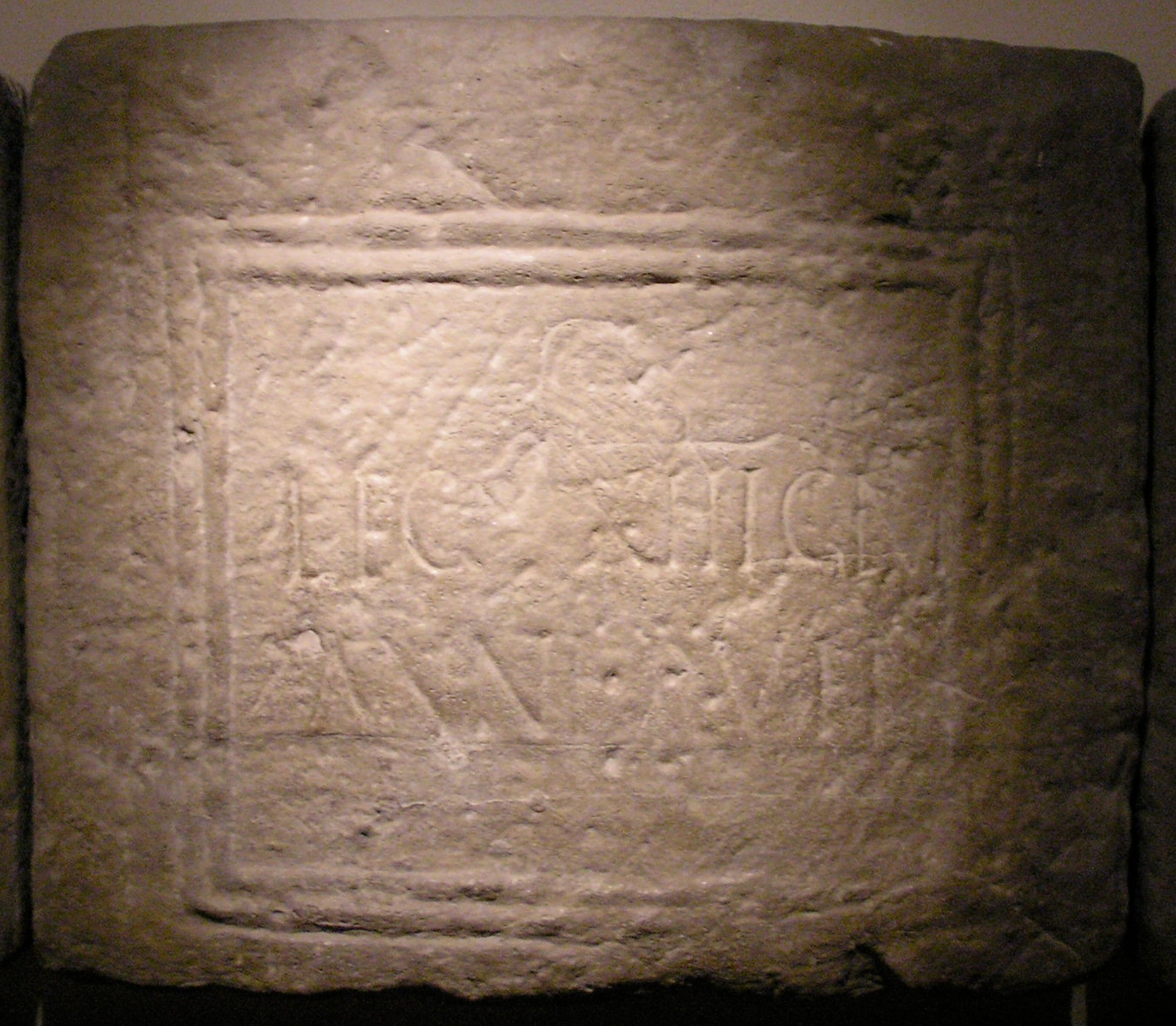
Inscriptie op een muur in Vindobona (Wenen) met een verwijzing naar Legio XIII Gemina

Caesars geadopteerde zoon Octavianus, de latere keizer Augustus, richtte het 13e legioen opnieuw op in 41 v.Chr. en stationeerde het in Burnum (bij het huidige Knin) in Illyrië, zodat hij met zijn eigen legioenen de strijd kon aanbinden met Sextus Pompeius op Sicilië. Het 13e legioen kreeg de bijnaam (cognomen) Gemina (tweeling), wat betekent dat het legioen werd samengesteld uit delen van bestaande legioenen, mogelijk ook met soldaten uit het oude 13e legioen. In 16 v.Chr. werd het legioen naar Emona (Ljubljana) in de provincie Pannonië verplaatst.
Na de catastrofale nederlaag in het jaar 9 van Publius Quinctilius Varus in de slag bij het Teutoburgerwoud werd het 13e legioen ter versterking naar Augusta Vindelicorum (Augsburg) gestuurd.

## In het Romeinse Keizerrijk
Keizer Claudius stuurde het legioen in 45 terug naar Pannonië. In de Romeinse burgeroorlog van 68-69 (Vierkeizerjaar) steunde het 13e legioen eerst Otho. In april 69 vocht het tegen de troepen van Vitellius in de Eerste Slag bij Bedriacum, die door Vitellius werd gewonnen. In oktober vocht het legioen onder Vespasianus opnieuw tegen Vitellius in de Tweede Slag bij Bedriacum. Ditmaal werden Vitellius' troepen overwonnen: Vespasianus werd de nieuwe keizer van het Romeinse Rijk.
Onder keizer Trajanus vocht het legioen in de twee Dacische Oorlogen, en na de Romeinse overwinning werd het legioen gestationeerd in Apulum (Alba Iulia), in de nieuwe provincie Dacia.
Volgens de 'Lijst van Dignitarissen' (Notitia Dignitatum), een overzicht van alle administratieve en bestuurlijke functies en hun insignia in het Romeinse Rijk uit de vroege 5e eeuw, was het legioen in de 5e eeuw gestationeerd in Babilona in de provincie Alexandria et Aegyptus.